# Dinamo Women
La Associazione Sportiva Dilettantistica Dinamo Lab, commercialmente nota anche come Dinamo Women o semplicemente Dinamo Sassari, è una squadra di pallacanestro di Sassari, sezione femminile della Polisportiva Dinamo. Fondata nel 2020, milita in Serie A1, la massima divisione del campionato italiano.
Per ragioni di sponsorizzazione con l'istituto di credito sardo è nota anche come Banco di Sardegna Sassari.

## Storia
Il 26 giugno 2020, tramite una comunicazione sul sito ufficiale della Polisportiva Dinamo, venne annunciata l'apertura della sezione femminile e la partecipazione al campionato di Serie A1 attraverso l'Associazione Sportiva Dilettantistica Dinamo Lab, società già attiva per la squadra di basket in carrozzina. La Dinamo diventò dunque la terza società del massimo campionato italiano, insieme a Reyer Venezia e la Virtus Bologna, ad avere sia una squadra maschile che una femminile ai massimi livelli, oltre che l'unica a possedere anche una squadra di basket in carrozzina in Serie A.
La squadra prese forma a partire dal 14 luglio 2020 con l'annuncio dell'allenatore Antonello Restivo, in arrivo dal San Salvatore Selargius militante in Serie A2. La prima stagione si concluse con un dodicesimo posto nella stagione regolare che costrinse le sassaresi alla disputa dei play-out. La salvezza arrivò al primo turno contro la Pallacanestro Broni 93 alla bella in tre gare. Il 2021-2022 vide le sarde al decimo posto in regular season e quindi ancora una volta ai play-out: la salvezza venne nuovamente raggiunta in semifinale, questa volta in due gare contro la Libertas Moncalieri. In questa stagione avviene l'esordio in campo europeo: la Dinamo infatti partecipa e supera i preliminari di EuroCup Women, la seconda competizione continentale, e poi viene eliminata nel girone di regular season con le francesi del Bourges, le svizzere del Friborgo e le spagnole del Tenerife.

## Cronistoria
| Cronistoria della Dinamo Women. |
| --- |
| - 2020 · Fondazione della sezione femminile della Polisportiva Dinamo attraverso l'Associazione Sportiva Dilettantistica Dinamo Lab con sede legale a Cagliari e sede delle partite casalinghe a Sassari. - 2020-21 · 12ª in Serie A1, salva dopo la semifinale dei play-out. - 2021-22 · 10ª in Serie A1, salva dopo la semifinale dei play-out. Regular season di EuroCup Women. - 2022-23 · 4ª in Serie A1, ottavi di finale dei play-off scudetto. Round 1 dei play-off di EuroCup Women. Semifinali di Coppa Italia - 2023-24 · 9ª in Serie A1. Ottavi di finale di EuroCup Women. Ottavi di finale di Coppa Italia - 2024-25 · 10ª in Serie A1, vince i play-out. 2ª nel gruppo I di EuroCup Women, quarti di finale dei play-off. Ottavi di finale di Coppa Italia. |

## Colori e simboli
Coerentemente con i colori sociali del club, le divise sono bianche e blu, con l'aggiunta di dettagli di colore rosa rispetto alla divisa della sezione maschile. Il simbolo è lo stesso della Polisportiva Dinamo, uno scudo blu con un fulmine bianco, sovrastato dalla scritta "DINAMO SASSARI" e lo stemma cittadino stilizzato come punto della lettera I della scritta e un pallone da basket al posto della O.

## Palazzetto
La squadra gioca le partite interne al PalaSerradimigni principale impianto sportivo della città di Sassari, con una capienza di 5 000 spettatori. Costruito negli anni ottanta, dispone di punti ristoro, baby parking, sala video con 15 postazioni e sala stampa.
Si trova nella parte alta della città, di fronte allo Stadio Vanni Sanna. Il palazzetto nel 2007 è stato intitolato a Roberta Serradimigni, campionessa del basket isolano e nazionale scomparsa nel 1996, a 32 anni, in seguito ad un incidente stradale. Fra le migliori cestiste sarde approdate ai massimi livelli della disciplina, più volte convocata nelle selezioni nazionali, nel 1980 ha vinto la medaglia d'argento ai Campionati Europei categoria cadette, aggiudicandosi il titolo di miglior marcatrice della manifestazione.

## Roster 2024-2025
Aggiornato al 20 dicembre 2024.
|    | Naz.                   | Ruolo | Sportivo                 | Anno | Alt. |  | Note |
| -- | ---------------------- | ----- | ------------------------ | ---- | ---- |  | ---- |
| 2  | Stati Uniti (bandiera) | G     | Shaylee Gonzales         | 2000 | 178  |  |      |
| 4  | Croazia (bandiera)     | A     | Ana-Maria Begić          | 1994 | 190  |  |      |
| 5  | Italia (bandiera)      | P     | Debora Carangelo         | 1992 | 163  |  |      |
| 8  | Italia (bandiera)      | A     | Sara Toffolo             | 2000 | 184  |  |      |
| 9  | Italia (bandiera)      | G     | Giulia Natali            | 2002 | 1976 |  |      |
| 11 | Italia (bandiera)      | A     | Silvia Pastrello         | 2001 | 179  |  |      |
| 12 | Stati Uniti (bandiera) | A     | Sparkle Sheanna Taylor   | 1995 | 178  |  |      |
| 15 | Spagna (bandiera)      | C     | Umo Diallo Diallo Deng   | 1998 | 193  |  |      |
| 24 | Italia (bandiera)      | PG    | Chiara Grattini          | 2001 | 172  |  |      |
| 27 | Italia (bandiera)      | P     | Giulietta Spiga Trampana | 2006 | 178  |  |      |

### Staff tecnico
| Allenatore: | Antonello Restivo   |
| Assistente: | Mario Alberto Conte |

## Presidenti e allenatori
- 2020-  Stefano Sardara

- 2020-2025  Antonello Restivo
- 2025-  Paolo Citrini